# Marta Kubišová
Marta Kubišová (České Budějovice, 1 de noviembre de 1942) es una cantante checa. Por el tiempo de la Primavera de Praga de 1968, con su canción "Modlitba pro Martu" ("Una oración para Marta"),  fue una de las cantantes más populares en Checoslovaquia.
En 1967 ganó el premio Zlatý slavík (Ruiseñor dorado) (en inglés: Golden Nightingale. Su canción Oración para Marta llegó a ser un símbolo de resistencia nacional contra la ocupación de tropas de Pacto de Varsovia en 1968. Durante la Primavera de Praga,  grabó encima 200 discos de vinilo y un elepé, Songy a balady (Canciones y ballades, lanzado en 1969), el cual era inmediatamente prohibido en tiendas. En 1970, el gobierno la acusó falsamente de hacer fotografías pornográficas, que llevó a una prohibición de actuar en el país hasta el año 1989. Kubišová una de los firmantes  de la proclamación Carta 77. Sus primeros elepés después de la Revolución de Terciopelo en 1989 fueron un relanzamiento de Songy a balady y una recopilación de canciones viejas, titulado Lampa (Lámpara).

## Biografía
Nació 1 de noviembre de 1942 en České Budějovice, y su padre era un cardiólogo y su madre era una ama de casa, quién más tarde vendió discos en la calle Celetná en Praga. En 1952 la familia mudó a Poděbrady. Queriendo conseguir estar admitida a universidad después de graduar del instituto, Kubišová empezó a trabajar en Poděbrady en una fábrica de vidrio – en aquel tiempo era útil tener experiencia trabajando de obrero. Su carrera de canto empezó con un grupo de baile que actuaba en Nymburk en los tés de la tarde. En 1961,  logró los finales de la competición Hledáme nové talenty (Búsqueda del talento). En 1962,  perdió su trabajo en la fábrica de vaso, y  hizo una audición para el teatro Stop en Pardubice. En 1963,  mudó al teatro Alfa en Plzeň para actuar en Sueño Negro, una producción por Ludvík Aškenazy. Empezó a colaborar con Václav Neckář y Helena Vondráčková en diciembre de 1965, cuándo preparaba para los rendimientos de Esperando a fama. En 1967  ganó la competición checa Zlatý slavík. Una canción con letras por Petr Rada, "Oración para Marta", llegó a ser un símbolo de resistencia nacional contra la ocupación de tropas de Pacto de Varsovia en 1968. El 1 de noviembre de aquel año, creó un grupo popular, Goldern Kids (Niños dorados) con los cantantes Neckář y Vondráčková. En 1969  ganó su segundo premio de Zlatý slavík y se casó son director de cine Jan Němec. Un año más tarde, gane el Zlatý slavík la tercera vez, pero tuvo que recibir el premio en secreto de la oficina de la revista Mladý svět debido a la normalización de comenzar. La última representación de los Niños Dorados tuvo lugar el 27 de enero de 1970 en Ostrava.
En febrero de 1970, el gobierno prohibió que actuara en el país en el pretexto de pornografía alegada, basado en tres fotos falsificadas – montages como evidencia. Llevó al director de la compañía discográfica Supraphon, Hrabal, con este asunto ante un tribunal, y a pesar de que  ganara, no tuvo sus derechos plenamente restaurados haste 20 años más tarde, después del régimen comunista checoslovaco había caído en 1989. Durante aquel tiempo, solo pudo actuar en acontecimientos subterráneos de invitación. A finales de los 80, hizo una audición para ser la cantante del grupo checo The Plastic People of the Universe (Las Personas Plásticas del Universo), pero esto fue rechazado por la policía secreta.
En 1971, sufrió un aborto involuntario en el octavo mes de embarazo y  sobrevivió muerte clínica. Casó director de cine Jan Moravec después de divorciar su marido Jan Nemec, quién había emigrado a los Estados Unidos. Después de firmar Carta 77, su enjuiciamiento y vigilancia por la policía secreta estatal comunista intensificó. De 1977 a 1978 participó como portavoz para Carta 77.
El 1 de junio de 1979 nació su hija Kateřina. El 10 de diciembre de 1988, después de una ausencia del ojo público larga, apareció en una manifestación en el 40.º aniversario del Universal Declaration de Derechos humanos, durante el que cantó el himno nacional checoslovaco. El 22 de noviembre de 1989, durante la Revolución de Terciopelo,  cantó Oración para Marta y el himno nacional checoslovaco de un balcón en Plaza de Wenceslao. Entonces siguió el reestreno de Songy a Balady, y en 1990 regresó al estudio y al escenario. El 2 de junio de 1990  actuó en el espectáculo famoso Marta v Lucerně (Marta en Lucerna), para el que estuvo otorgada el Ruiseñor Dorado  en 1970. La música estuvo actuada por el grupo Energit y dirigida por Lubos Andršt, con quien entonces fue a hacer 60 conciertos por toda Checoslovaquia, así como espectáculos en Japón, París y Berlín. En 1991 ella fue una de los anfitriones de los conciertos del advenimiento. Dos años más tarde ella se reintegó con Vondráčková y Neckář en un retorno de los Niños dorados. El 28 de octubre de 1995 recibió un premio estatal – la Medalla de mérito – de Presidente Václav Havel. Adam Georgiev publicó su biografía, Chytat slunce (Agarrando el sol), en 1995. El 7 de marzo de 1998 fue otorgada la Medalla de honor de T. G. Masaryk en una ceremonia en la sala de baile del Castillo de Praga. En octubre de 2002 fue otorgada con la Medalla de San Venceslao. Tres años más tarde, fue publicado su segundo libro biográfico, Marta Kubišová: Asi to tak sám Bůh chtěl... (Marta Kubišová: Quizás el Señor lo quisiera así...), escrito por Luboš Nečas.
Varios años Marta Kubišová regularmente preparaba recitales en su propio escenario en el Teatro Ungelt  Praga. Allí ella también apareció en un musical de cámara Líp se loučí v neděli, y fue otorgada con el premio Thalia por su representación. En 2005  grabó un álbum nuevo, Vítej, lásko (Bienvenido, mi amor), cuyas letras escribió John Schneider. En 2008 Supraphon publicó su primer DVD.
En 2011 la obra de teatro por Małgorzata Sikorska-Miszczuk, basada en la vida de Kubišová, fue escenificada en el Festival de Teatro Internacional DEMOLUDY en Olsztyn, Polonia. Después de dos compilaciones de canciones de los años 1963–2014 (Zlatá šedesátá y Magický hlas rebelky, que fue también el nombre de la  película documental hecha por Olga Sommerová) Kubišová grabó un disco nuevo en 2016, llamado Soul. 
El 1 de noviembre de 2017 dio Marta Kubišová su último concierto en České Budějovice.

## Premios
- 1995: Medalla de mérito (clase de segundo) – premio estatal de la República Checa, otorgado por presidente Václav Havel
- 1998: Medalla honoraria de T. G. Masaryk
- 2002: Medalla de San Venceslao
- 2012: Legión de Honor – categoría Dama por "contribución extraordinaria a la libertad política" – premio estatal francés
- 2015: Dama de la cultura checa – premio y título del Ministerio de cultura de la República Checa
- 2015: Orden de mérito del Gran Ducado de Luxemburgo – categoría Dama
- 2017: Medalla de mérito de la ciudad de České Budějovice
- 2018: La Orden de la doble cruz blanca (clase de segundo) – otorgado por el Presidente de Eslovaquia Andrej Kiska.[6]
- El asteroide (6700) Kubišová fue nombrado así por esta cantante.[7]

## Discografía

### Golden Kids
1. Micro magic circus  (Supraphon, 1969)
2. Golden Kids 1 (Supraphon, 1970)

### Solo
1. Songy a balady (1969, 1996)
2. Lampa (1990)
3. Někdy si zpívám (1991)
4. Songy a nálady (1993)
5. Řeka vůní (1995)
6. Singly 1 (1996)
7. Bůh íi (1996)
8. Nechte zvony znít (Singly 2) (1997)
9. Dejte mi kousek louky (Singly 3) (1998)
10. Modlitba (Singly 4) (1999)
11. Marta Kubišová v Ungeltu (1999)
12. Tajga Blues (Singly 5) (2000)
13. Já jsem já (2004)
14. Vítej, lásko (2005)
15. Vyznání (2010)
16. Touha jménem Einodis (2013)
17. Magický hlas rebelky (2014)
18. Soul (2016)

## Películas y televisión
1. Pátrání po Ester (2005)
2. Kameňák 2 (2004)
3. Zdivočelá země II (2001)
4. Zpověď Ungelt (2000)
5. Noční hovory s matkou (1999)
6. Stalo se na podzim (1994)
7. Hodnota tváře (1992)
8. Zvláštní bytosti (1990)
9. Vražda ing. Čerta (1970)
10. Proudy lásku odnesou (1969) (televisión)
11. Bylo čtvrt a bude půl (1968)
12. Kulhavý ďábel (1968)
13. Gramo / Hit 68 (1968) (televisión)
14. Náhrdelník melancholie - Sedm písní Marty Kubišové (1968)
15. Jak se krade milión (1967)
16. Píseň pro Rudolfa III. (1967)
17. Mučedníci lásky (1966)
18. Vysílá Estudio A (1966)
19. Revue v mlze (1966)